# Моругін Валерій Михайлович

Моругін Валерій Михайлович (народ. 25 вересня 1946 року, Гаврилів-Ям, СРСР— 2010 рік, Херсон, Україна) — український художник, який працював у стилі філософського живопису. Працював головним художником Херсонського бавовняного комбінату протягом 35 років. Після виходу на пенсію у 2006 році працював як незалежний художник. Картини Валерія Моругіна цінуються в Україні і далеко за її межами, експонуються в найбільш відомих музеях України та світу.

## Біографія
З 1965 до 1970 Валерій Моругін навчався у Московському технологічному інституті (нині - інститут ім. Косигіна), художній факультет.
У 1972 році прийнятий переводом до Херсонського бавовняного комбінату художником-десинатором 1-ї категорії. Колеги згадують, що Валерій дуже легко і гармонійно увійшов до творчого колективу.
Талант художника проявився майже одразу. Колеги відзначали легкість і чистоту ліній у роботах Моругіна, живість ідей та особливий почерк Валерія. Чимало ескізів створених тканин отримували найвищу оцінку, після чого приймались промисловими зразками по всіх території тодішнього СРСР. Час роботи Валерія Моругіна прийшовся на розквіт діяльності підприємства, яке на той час було найбільшим в Європі бавовняним комбінатом.
У 1979 році Моругіна призначено старшим художником-десинатором.
З 1986 до 2006 року Валерій Моругін - головний художник, начальник художньої майстерні комбінату. Для художника було створено по-справжньому творчу атмосферу:

Знайомство з культурною спадщиною, відвідування музеїв, нариси архітектури, музейних експонатів, зразків старовинного одягу, — усе це дозволяло накопичити безцінний художній і духовний багаж.

На рахунку Валерія Моругіна - чимало авторських посвідчень на промислові зразки тканин, почесних грамот та дипломів. 

З 1986 року Валерій Моругін — член союзу дизайнерів СРСР, пізніше - Союзу дизайнерів України.

У 2006 році художник у день свого 60-річчя вийшов на пенсію.

## Пам'ять про Валерія Моругіна
У 2012 році було засновано Центр Валерія Моругіна, метою якого є збереження та поширення творчої спадщини художника. Координаторка центру — Ірина Скиданова  — є організатором численних виставок картин Валерія Моругіна. 